# Randy Shannon
Randy Shannon, född 1966,  är sedan 2007 tränare i det amerikanska fotbollslaget Miami Hurricanes.